# Stadion im. Atatürka w Antiochii
Stadion im. Atatürka – nieistniejący już wielofunkcyjny stadion, który położony był blisko centrum Antiochii, w Turcji. Obiekt istniał w latach 1950–2021. Mógł pomieścić 8765 widzów. Swoje spotkania rozgrywali na nim piłkarze klubu Hatayspor.
Obiekt został otwarty w 1950 roku. Mógł pomieścić 8765 widzów. Swoje spotkania rozgrywali na nim piłkarze klubu Hatayspor. Od 2016 roku na przedmieściach Antiochii budowany był nowy stadion na 25 000 widzów. Po jego otwarciu latem 2021 roku, przenieśli się na niego piłkarze Hataysporu. Jednocześnie przystąpiono również do rozbiórki starego stadionu.